# Microauris aurantolabium
Microauris aurantolabium is een hagedis uit de familie agamen (Agamidae).

## Naam en indeling
De wetenschappelijke naam van de soort werd voor het eerst voorgesteld door Krishnan in 2008. De hagedis werd lange tijd tot de prachtagamen uit het geslacht Calotes gerekend maar werd in 2018 verplaatst naar het geslacht Microauris door de biologen Saunak Pal, S.P. Vijayakumar, Kartik Shanker, Aditi Jayarajan en V. Deepak. In veel literatuur wordt hierdoor nog de verouderde wetenschappelijke naam gebruikt.
Het is de enige soort uit het monotypische geslacht Microauris.

## Uiterlijke kenmerken
Van alle agamen heeft deze soort het kleinste tympanum, de externe gehooropening. De lichaamskleur is overwegend groen, de agame heeft een oranjegele kleur een de bovenlippen.

## Verspreiding en habitat
De hagedis komt voor in delen van Azië en leeft endemischin India. De hagedis is alleen aangetroffen in de West-Ghats, een bergketen in het westen van het Indisch Schiereiland.
De habitat bestaat uit tropische en subtropische bossen op een hoogte van 1000 tot 1400 meter boven zeeniveau.

## Beschermingsstatus
Er zijn slechts twee exemplaren bekend van de soort, en beide waren vrouwtjes die eitjes aan het afzetten waren toen ze werden aangetroffen.
Door de internationale natuurbeschermingsorganisatie IUCN is de beschermingsstatus 'onzeker' toegewezen (Data Deficient of DD).